# Preston Leslie

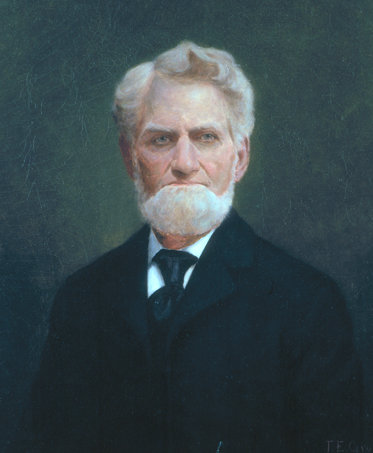
Preston Leslie

Preston Hopkins Leslie (* 8. März 1819 im heutigen Clinton County, Kentucky; † 7. Februar 1907 in Helena, Montana) war ein US-amerikanischer Politiker und Gouverneur  Kentuckys sowie des Montana-Territoriums, dem Vorläufer des späteren Bundesstaates Montana.

## Frühe Jahre und politischer Aufstieg
Preston Leslie besuchte die örtlichen Schulen seiner Heimat. Anschließend studierte er Jura und nach seiner Zulassung als Anwalt im Jahr 1840 begann er eine juristische Karriere als Bezirksanwalt des Monroe County. Sein politischer Aufstieg begann 1844 mit seiner Wahl als Whig-Kandidat in das Repräsentantenhaus von Kentucky. Dort verblieb er bis 1850. Zwischen 1851 und 1855 war er Staatssenator. Als sich in den 1850er Jahren seine Partei auflöste, wandte sich Leslie den Demokraten zu. Nach seiner Zeit im Senat seines Staates lehnte er mehrere politische Angebote ab und arbeitete auf seiner Farm. Obwohl er selbst Sklavenhalter war, verhielt er sich im Bürgerkrieg neutral. Er lehnte es ab, für eine der beiden Seiten in den Krieg zu ziehen.

## Gouverneur von Kentucky
Zwischen 1867 und 1871 war Leslie erneut im Senat von Kentucky; seit 1869 war er dessen Präsident (Speaker). Als Gouverneur John W. Stevenson am 3. Februar 1871 sein Amt aufgab, um US-Senator in Washington, D.C. zu werden, fiel Leslie dessen Amt zu. Da Stevenson zu Beginn der Legislaturperiode selbst Vizegouverneur war und er nach dem Tod von John L. Helm zum Gouverneur aufrückte, gab es keinen Vizegouverneur mehr. Leslie war als Vorsitzender des Senats der nächste in der Rangfolge. Er beendete zunächst die Amtszeit seines Vorgängers und wurde dann im Sommer des gleichen Jahres mit 58,6 % der Wählerstimmen gegen John Marshall Harlan (41,4 %) gewählt. Dies waren die ersten Gouverneurswahlen in Kentucky, bei denen Afroamerikaner wahlberechtigt waren.
In seiner bis zum 31. August 1875 währenden Amtszeit sorgte der Gouverneur für die Einrichtung eines Schulsystems für die schwarze Bevölkerung. Er führte Gesetze zur Kontrolle des Alkoholhandels ein und schuf die Voraussetzung zur Zulassung von Afroamerikanern als Zeugen vor Gericht. Gleichzeitig gab er ein geologisches Gutachten über Kentucky in Auftrag. Außerdem verbesserte er das Strafsystem des Landes. In seiner Zeit wurde das Eisenbahnnetz mit anderen Netzen in Ohio und dem tiefen Süden verbunden. Davon versprach man sich einen weiteren wirtschaftlichen Aufschwung. Ein anderes Problem jener Zeit war die Gewalt, die unter anderem auch vom Ku-Klux-Klan ausging, und deren Bekämpfung ein Problem aller Regierungen in Kentucky seit dem Ende des Bürgerkriegs war. Zwischen 1881 und 1887 war Leslie als Richter am Gerichtshof von Glasgow (Kentucky) tätig.
Nach ihm ist Leslie County in Kentucky benannt.

## Territorialgouverneur in Montana
Im Jahr 1887 wurde Leslie von US-Präsident Grover Cleveland zum Gouverneur des Montana-Territoriums ernannt. Dieses Amt hatte er bis 1889 inne. Bald geriet er in politische Schwierigkeiten. Die allgemeinen Voraussetzungen in Montana waren nicht mit denen in Kentucky zu vergleichen. Kentucky war noch immer bemüht, die Folgen des Bürgerkrieges zu überwinden. Teilweise hing der Staat noch den Strukturen des alten Südens nach. Ein Problem war die Gewalt, vor allem ausgehend vom Ku-Klux-Klan. Die Eingliederung der ehemaligen Sklaven stellte ein weiteres Problem dar. Andererseits war die Infrastruktur in Kentucky durch ein gutes Eisenbahnnetz erheblich besser als in Montana. Mit allen diesen Kentucky-spezifischen Vorgängen war Leslie vertraut. Montana hingegen war ein Staat im Wilden Westen. Hier gab es vor allem Viehzucht und die damit verbundenen Probleme. Die Infrastruktur war noch nicht weit entwickelt. Die Erschließung des Westens durch die Eisenbahn stand erst am Anfang und es gab kaum Industrie. Außerdem war die Republikanische Partei in der Mehrheit und damit hatte der Demokrat Leslie zusätzliche Probleme. Unter dem Druck der Presse und der oppositionellen Republikaner wurde er 1889 von Präsident Benjamin Harrison wieder abberufen.
Danach eröffnete er eine Anwaltskanzlei in Helena. Im Jahr 1889 wurde das Montana-Territorium zum Bundesstaat Montana umgewandelt und offiziell als Bundesstaat in die Vereinigten Staaten aufgenommen. Zwischen 1894 und 1898 war Leslie Bundesstaatsanwalt für Montana, ein Amt, das ihm Präsident Cleveland in seiner zweiten Amtszeit verschafft hatte. Preston Leslie starb am 7. Februar 1907. Er war in erster Ehe, von 1841 bis zu ihrem Tod 1858, mit Louisa Black verheiratet, mit der er sieben Kinder hatte. Mit seiner zweiten Frau, die er 1859 geheiratet hatte, Mary Maupin Kuykendall, hatte er drei weitere Kinder.